# Arnold Friberg
Arnold Friberg (* 21. Dezember 1913 in Winnetka, Illinois; † 1. Juli 2010 in Salt Lake City, Utah) war ein US-amerikanischer Illustrator und Maler, der für seine künstlerischen Leistungen bei einem Spielfilm für einen Oscar nominiert wurde.

## Leben
Arnold Friberg wurde 1913 in Winnetka geboren. Seine Eltern waren skandinavische Einwanderer, der Vater ein Schwede und die Mutter eine Norwegerin, zogen mit ihm, als er drei Jahre alt war, nach Arizona. Im Alter von sieben Jahren malte er bereits Cartoons und währenddessen traten seine Eltern der Kirche Jesu Christi der Heiligen der Letzten Tage bei.
Er besuchte nach der Highschool die Chicago Academy of Fine Arts im Jahr 1935. 1940 zog Friberg nach New York City und studierte mit Norman Rockwell unter dem Künstler Harvey Dunn an der Grand Central School of Art. Nach Ausbruch des Zweiten Weltkriegs wurde er von United States Army eingezogen und wurde der 86. Infanterie-Division zugeteilt. Dort wurde er damit beauftragt die Umgebungen zu kartografieren. Nach dem Krieg zog er nach Utah, um dort an der University of Utah zu unterrichten.
1953 zog er nach Hollywood, um mit Cecil B. DeMille an dem Film Die zehn Gebote als hauptverantwortlich Designer mit zu arbeiten, da DeMille einen geeigneten Künstler suchte und durch die erstellten Gemälde zu Buch Mormon auf ihn aufmerksam wurde. Für seine Mitwirkung an dem Film Die zehn Gebote erhielt er mit Edith Head, Dorothy Jeakins, John Jensen und Ralph Jester bei der Oscarverleihung 1957 eine Oscarnominierung in der Kategorie „Bestes Kostümdesign“.
In den 1960er Jahren wurde er von Chevrolet beauftragt, anlässlich des 100-jährigen Jubiläums vier Bilder von Spielen des College Footballs anzufertigen. Dabei entwarf er unter anderem das Ölgemälde The First Game, welches 1968 veröffentlicht wurde und eine Spielszene des ersten College Footballspiel im Jahr 1869 zwischen Princeton und Rutgers University darstellt.
1975 veröffentlichte Friberg das Bild The Prayer at Valley Forge, auf welchem George Washington im Schnee kniend am Valley Forge zu sehen ist. Des Weiteren erstellte er je ein lebensgroßes Gemälde von Charles, Prince of Wales (1978) und Elisabeth II. (1990).
Er war bis zu seinem Tod Mitglied der Royal Society of Arts.

## Werke (Auswahl)
- 1953–1956: 15-Werke zu Die 10 Gebote
- 1955: The Risen Lord
- 1968: The First Game
- 1975: The Prayer at Valley Forge